# هوهنيسين
هوهنيسين (بالإنجليزية: Hohniesen)‏ هو أحد جبال سلسلة جبال الألب البرنية وجزء من القمة الأم ألبريسثورن يقع في كانتون برن، سويسرا. يبلغ ارتفاع الجبل حوالي 2454 متر، بينما يبلغ ارتفاع نتوء الجبل 371 متر.